# Сан-Габриел (Риу-Гранди-ду-Сул)
Сан-Габриел (порт. São Gabriel) — муниципалитет в Бразилии, входит в штат Риу-Гранди-ду-Сул. Составная часть мезорегиона Юго-запад штата Риу-Гранди-ду-Сул. Входит в экономико-статистический микрорегион Кампанья-Сентрал. Население составляет 57 978 человек на 2007 год. Занимает площадь 5 019,646 км². Плотность населения — 11,5 чел./км².
Праздник города — 4 апреля.

## История
Город основан в 1800 году.

## Статистика
- Валовой внутренний продукт на 2004 составляет 539.612.000,00 реалов (данные: Бразильский институт географии и статистики).
- Валовой внутренний продукт на душу населения на 2004 составляет 8.733,00 реалов (данные: Бразильский институт географии и статистики).
- Индекс развития человеческого потенциала на 2000 составляет 0,780 (данные: Программа развития ООН).